# Sphoeroides maculatus
Sphoeroides maculatus es una especie de peces de la familia Tetraodontidae en el orden de los Tetraodontiformes.

## Morfología
Los machos pueden llegar alcanzar los 36 cm de longitud total.

## Alimentación
Come marisco y, ocasionalmente también, peces.

## Depredadores
En los Estados Unidos es depredado por  Morone saxatilis.

## Hábitat
Es un pez de mar y, de clima templado y demersal que vive entre 10-183 m de profundidad.

## Distribución geográfica
Se encuentra en el Atlántico occidental: desde Terranova (Canadá) hasta el noreste de Florida (Estados Unidos ).

## Observaciones
Es inofensivo para los humanos.